# Rose Dugdale
Bridget Rose Dugdale (* 25. März 1941 in Honiton, England; † 18. März 2024 in Dublin, Irland) war eine britische Terroristin und Mitglied der Provisional Irish Republican Army (IRA). Sie war mit anderen Mitgliedern der Organisation an einem spektakulären, wenn auch wenig erfolgreichen Kunstraub beteiligt. Außerdem nahm sie mithilfe eines entführten Hubschraubers an einem Bombenangriff auf eine Wache der Royal Ulster Constabulary teil. Sie entstammte einer wohlhabenden englischen Familie, sodass ihre Aktivitäten vor und nach ihrer Verhaftung Gegenstand internationaler Berichterstattung waren.

## Leben

### Kindheit, Jugend und Studium
Dugdale wurde 1941 in der englischen Grafschaft Devon als Tochter einer wohlhabenden englischen Familie geboren. Ihr Vater, ein Underwriter bei Lloyd’s of London, besaß ein 2,4 Quadratkilometer großes Grundstück in der Nähe von Axminster in Devon. Die Familie besaß außerdem ein Haus in London nahe dem Royal Hospital Chelsea. Dugdale besuchte die Privatschule Miss Ironside’s School in Kensington. Sie galt als gute und beliebte Schülerin. Ihren Abschluss machte sie an einem Mädchenpensionat. 1958 wurde sie als Debütantin am Hof von Elisabeth II. eingeführt; ihr Debütantinnenball fand 1959 statt.
Anschließend studierte Dugdale am St Anne’s College der University of Oxford Philosophy, Politics and Economics. Auf dem College begann ihre Annäherung an die radikale Linke. Sie beteiligte sich an Protestaktionen gegen die Oxford Union, die sich weigerte, Frauen aufzunehmen. Dazu stürmte sie mit einer Kommilitonin in Männerverkleidung eine Versammlung. Die Proteste wurden im Wesentlichen von der späteren Krimiautorin Sarah Caudwell initiiert. Nach ihrem Abschluss studierte Dugdale in den Vereinigten Staaten am Mount Holyoke College in Massachusetts Philosophie. Ihre Masterarbeit befasste sich mit Ludwig Wittgenstein. Sie studierte außerdem an der Universität London, wo sie einen PhD in Wirtschaftswissenschaften erwarb.

### Politische Aktivitäten bis 1973
Während der 68er-Bewegung radikalisierte sich Dugdale. Außerdem inspirierte sie ein Besuch im sozialistischen Kuba. 1972 kündigte sie ihre gut bezahlte Stelle als Ökonomin und verschrieb sich ganz der sozialistischen Sache. Sie verkaufte ihr Haus in Chelsea und zog mit ihrem Freund Walter Heaton, der sich selbst als „revolutionärer Sozialist“ bezeichnete, in eine Wohnung in Tottenham. Heaton, ehemaliger  Soldat im (niedrigen) Range eines  Guardsman und radikaler Gewerkschafter, hatte zwei Töchter, war verheiratet und vorbestraft.  Das Geld aus dem Hausverkauf, rund 150.000 britische Pfund, verschenkte Dugdale an Arme in Nordlondon. Dugdale und Heaton gehörten der britischen Bürgerrechtsbewegung an und leiteten gemeinsam die Claimants Union in Tottenham. Außerdem interessierten sich beide für den Nordirlandkonflikt und beteiligten sich an dortigen Protesten.
Das Paar wurde 1973 verhaftet, nachdem sie versucht hatten, das Familienanwesen der Dugdales in Devon auszurauben. Sie hatten Bilder und Silberbesteck im Wert von 85.000 Pfund gestohlen, die vermutlich als Unterstützung für die IRA gedacht waren. Beide wurden vor dem Exeter Crown Court vor Gericht gestellt. Dugdale versuchte während des Prozesses, ihre Familie zu denunzieren. So nahm sie ihren eigenen Vater ins Kreuzverhör und sagte zu ihm „I love you, but hate everything you stand for“ („Ich liebe dich, aber ich hasse alles, wofür du stehst“). Das Paar wurde schuldig gesprochen. Während Heaton eine sechsjährige Haftstrafe absitzen musste, erhielt Dugdale eine zweijährige Bewährungsstrafe.

### IRA-Mitglied
In den Monaten nach dem Prozess reiste Dugdale mehrfach nach Nordirland und wurde Teil einer Active Service Unit der IRA, die an der Grenze zwischen Nordirland und Irland Aktionen durchführte. Ihre spektakulärste Aktion war im Januar 1974 ein Angriff auf eine Wache der Royal Ulster Constabulary. Dazu entführte Dugdale zusammen mit Eddie Gallagher und weiteren IRA-Mitgliedern einen Hubschrauber aus County Donegal in Irland. Mit diesem warfen sie mit Sprengstoff gefüllte Milchkannen über der Wache ab, die jedoch nicht explodierten. Es handelte sich um die erste Bombardierung aus einem Hubschrauber, die jemals über den Britischen Inseln stattgefunden hat. Daraufhin wurde nach Dugdale gefahndet, zum einen wegen des Bombenangriffs, aber auch wegen Waffenschmuggel an der nordirischen Grenze.

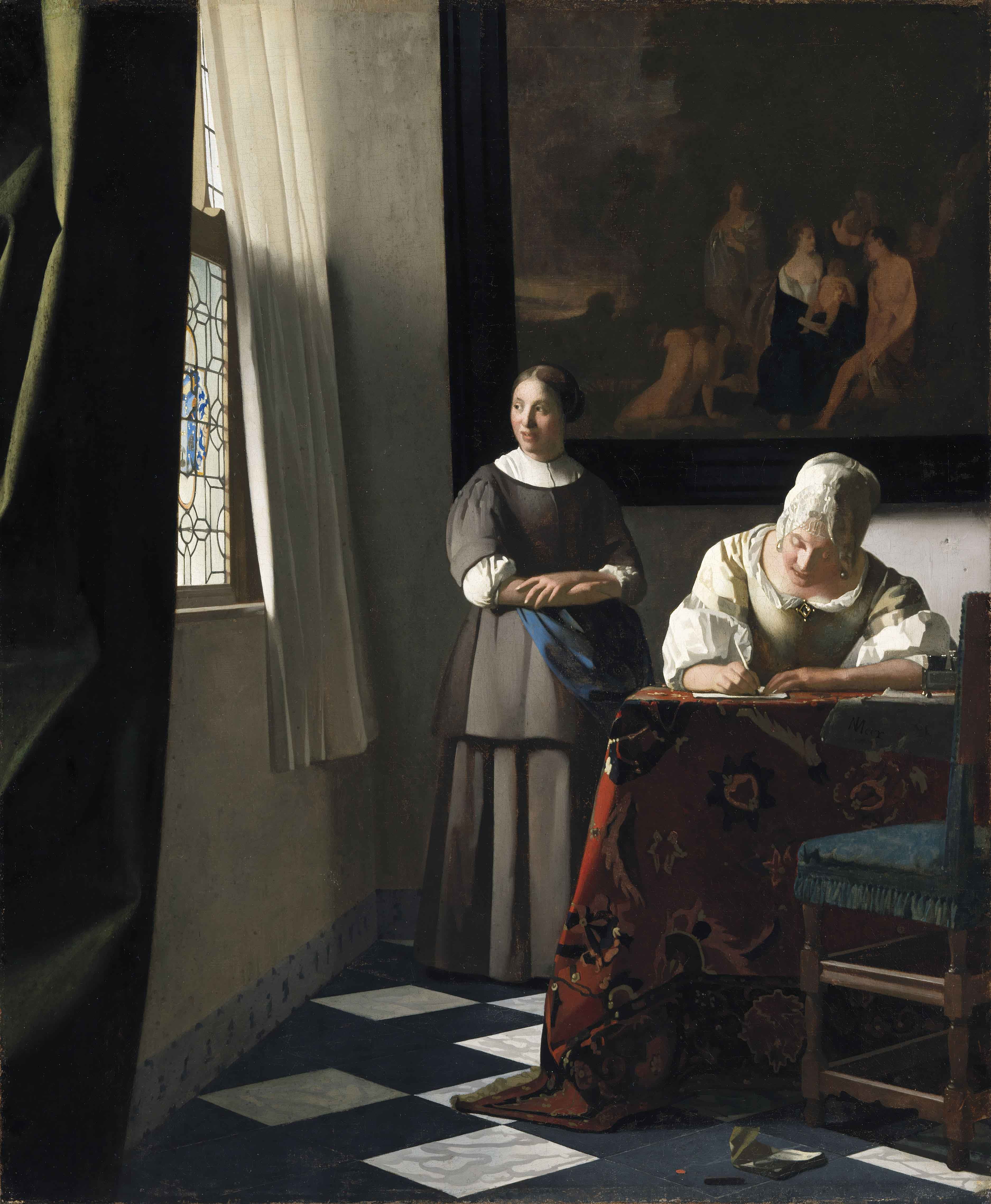
Briefschreiberin und Dienstmagd von Vermeer wurde in einem spektakulären Kunstraub gestohlen

Dugdale konnte sich der Inhaftierung entziehen. Am 26. April 1974 war sie an einem spektakulären Kunstraub beteiligt. Zusammen mit weiteren IRA-Mitgliedern drang sie in das Russborough House in County Wicklow ein. Sie überraschten den Hausherren Alfred Beit, 2. Baronet und seine Frau und schlugen beide mit ihren Pistolen nieder. Anschließend fesselten sie das Paar. Im Haus stahlen sie 19 Werke von Alten Meistern, unter anderem von Thomas Gainsborough, Peter Paul Rubens und Francisco de Goya. Unter den Werken befand sich insbesondere das Gemälde Briefschreiberin und Dienstmagd von Jan Vermeer. Dabei handelte es sich um einen von zwei Vermeers in Privatbesitz. Damit versuchte die IRA 500.000 irische Pfund zu erpressen und forderte die Freilassung von Dolours und Marian Price, zwei Schwestern, die wegen Bombenanschlägen im Brixton Prison einsaßen und sich gerade im Hungerstreik befanden.
Die IRA-Gruppe war bei dem Kunstraub jedoch dilettantisch vorgegangen. Die beiden Schwestern wollten von dem Gefangenenaustausch nichts wissen, und zwei Wochen später wurden alle am Überfall beteiligten Personen in einem Haus, das Dugdale in Glandore, County Cork gemietet hatte, festgenommen. Alle 19 Werke konnten ihrem Besitzer zurückgegeben werden. Dugdale wurde nach den Offences against the State Acts 1939–1998 wegen des Hubschrauberdiebstahls und des Kunstraubs angeklagt. Wie schon bei dem ersten Prozess nutzte Dugdale den Prozess als politische Bühne und hetzte gegen Großbritannien als Besatzungsmacht in Nordirland. Auch brach sie erneut mit ihrer Familie. Mit erhobener Faust plädierte sie auf schuldig und wurde im Juni 1974 zu neun Jahren Haft verurteilt.

### Gefängnis
Dugdale war bei ihrer Inhaftierung bereits von Gallagher schwanger und brachte im Dezember 1974 im Limerick Prison einen Sohn zur Welt. Am 3. Oktober 1975 versuchten Gallagher und IRA-Mitglied Marion Coyle, Dugdale freizupressen. Sie entführten den Industriellen Tiede Herrema in Castleroy nahe Limerick und versteckten sich in einem Haus in Monasterevin im County Kildare. Dort wurden sie jedoch entdeckt, und es begann eine zweiwöchige Belagerung. Der Freipressungsversuch scheiterte, und schließlich gab Gallagher auf. Gallagher und Coyle wurden zu je 20 Jahren Gefängnis verurteilt.
1978 durften Dugdale und Gallagher heiraten. Sie gaben sich am 24. Januar in der Gefängniskapelle von Limerick das Ja-Wort. Dabei handelte es sich um die erste Hochzeit in einem irischen Gefängnis. Dugdale wurde 1980 freigelassen.

### Späteres Leben
Dugdale war weiterhin im nordirischen Widerstand aktiv, ihre terroristischen Aktivitäten stellte sie jedoch ein. Sie beteiligte sich am Irischen Hungerstreik von 1981 und engagierte sich in der Partei Sinn Féin. Über ihr Leben in den 80er und 90er Jahren ist wenig bekannt.
Sie unterstützte das Karfreitagsabkommen von 1998 zur Befriedung des Nordirland-Konflikts.
2007 engagierte sie sich in der Shell-to-Sea-Kampagne gegen die Errichtung einer Gasleitung bei Rossport durch den Konzern Royal Dutch Shell. Sie arbeitete für das Dublin Community Television.
2012 war sie Teil der Dokumentation Mná an IRA („Die Frauen der IRA“) des Senders TG4.
Auf ihre Vergangenheit wies ihr Profilbild bei Facebook hin, das das Gemälde von Vermeer zeigt. 
2020 veröffentlichte Anthony M. Amore eine Biografie über sie. 2023 wurde der Spielfilm Baltimore veröffentlicht, in dem sie von Imogen Poots dargestellt wird. Rose Dugdale starb im März 2024 im Alter von 82 Jahren in Dublin.